# Сироїжка біла
Сироїжка біла (Russula delica Fr.) — їстівний гриб із родини Сироїжкових (Russulaceae).

## Будова
Шапинка 5–10(15) см у діаметрі, біла, брудно-біла, дуже щільном'ясиста, зовні подібна до хрящів (Lactarius), увігнуто-розпростерта, з підгорнутим, потім плоским, гладеньким краєм, біла, брудно-біла, з віком з бруднуватими плямами, суха. Шкірка не знімається. Пластинки численні, вузькі, зеленкувато-білуваті, згодом кремові. Спорова маса біла. Спори 8–11×8–10 мкм, шипуваті. Ніжка коротка, 2–4×1,5–2,5 см, донизу звужена, біла, дуже щільна. М'якуш солодкий, білий, із приємним запахом (пластинки гіркі). Рідкісний гриб.

## Поширення та середовище існування
В Україні зустрічається на Поліссі та в лісостепу у листяних і хвойних лісах. Збирають у серпні — жовтні.

## Практичне використання

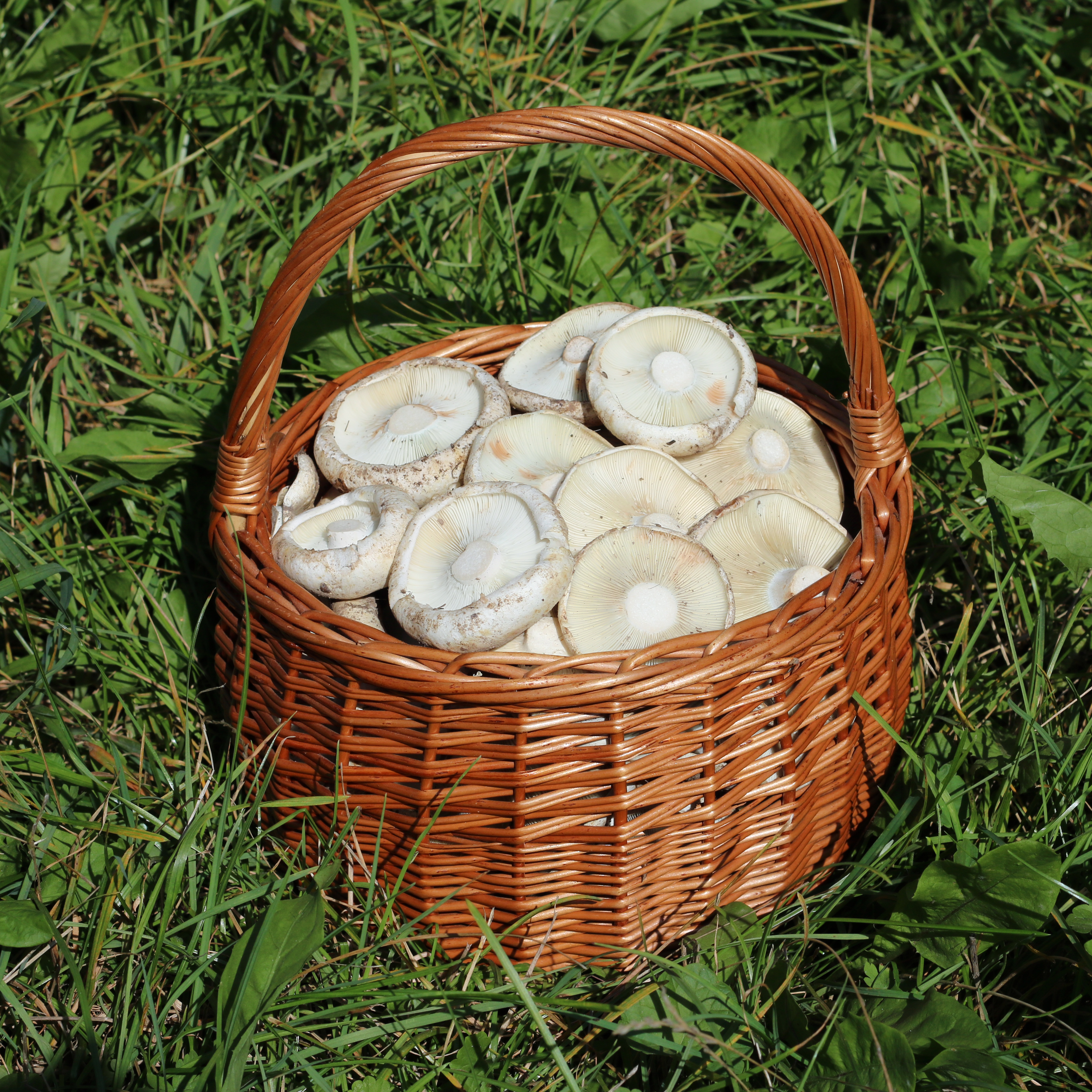
Сироїжки білі в кошику. Україна, Вінницький район.

Добрий їстівний гриб, використовують свіжим, про запас солять.